# Kristine Raahauge
Kristine Raahauge (født 1949, død 7. marts 2022) var en grønlandsk politiker og museumsinspektør.
Hun repræsentererde partiet Siumut og var i perioden 1993-1997 borgmester i Nanortalik Kommune. Hun blev genvalgt i 2000'erne. 
Hun blev tillige valgt til Grønlands Landsting i 1995.

## Udvalgt bibliografi
- Einar Lund Jensen; Kristine Raahauge; Hans Christian Gulløv (31. december 2011), "Cultural encounters at Cape Farewell", Meddelelser om Grønland. Man & Society, København: Museum Tusculanums Forlag, 38, doi:10.7146/MOG-MS.V38.150092, ISBN 978-87-635-3165-8, Wikidata  Q133282932